# Elleben
Elleben là một đô thị ở huyện Ilm, in Thüringen, Đức. Đô thị này có diện tích 17,01 km², dân số thời điểm 31 tháng 12 năm 2006 là 958 người.